# Cannon Falls
Cannon Falls è una città degli Stati Uniti d'America, situata in Minnesota, nella Contea di Goodhue.
In questa città il gruppo musicale dei Nirvana ha registrato l'album In Utero nel 1993.